# TGV Duplex
De TGV Duplex is een type hogesnelheidstrein uit de TGV-familie.

## Beschrijving
De TGV Duplex is een dubbeldekstrein en verschilt daarin ten opzichte van andere TGV-treintypes. Dit werd gedaan om de capaciteit op hogesnelheidslijnen te verhogen met 45%, zonder langere treinen in te hoeven zetten.
De treinen werden vanaf halverwege de jaren 1980 gepland, in verband met de overbelasting op de LGV Sud-Est tussen Parijs en Dijon. Op deze verbinding was het aantal reizigers sinds de opening van de hogesnelheidslijn sterk gestegen. In 1987 werd de studie naar de mogelijkheid voor dit treintype afgerond, en in 1988 werd een prototype gebouwd om te kijken hoe men zou reageren op een dubbeldeks-TGV. In november 1994 werd begonnen met de eerste testen. Op 21 juni 1995 werd de TGV Duplex officieel in gebruik genomen, waarmee de derde generatie van TGV’s werd ingeluid. De trein bleef tot 2011 in productie en groeide in die periode uit tot een van de belangrijkste TGV’s.

## Afgeleide types
Naast de gewone TGV Duplex bestaan er nog een aantal andere dubbeldeks TGV-treinen: De TGV Réseau Duplex en de TGV 2N2 (Euroduplex).